# Linnaea occidentalis
Linnaea occidentalis är en tvåhjärtbladig växtart som först beskrevs av Villarreal, och fick sitt nu gällande namn av Christenh. Linnaea occidentalis ingår i släktet linneor, och familjen Linnaeaceae. Inga underarter finns listade i Catalogue of Life.